# Why the Sheriff Is a Bachelor (film 1911)
Why the Sheriff Is a Bachelor è un cortometraggio muto del 1911 diretto da Joseph A. Golden e Tom Mix.

## Produzione
Il film fu prodotto da William Nicholas Selig per la sua compagnia, la Selig Polyscope Company. Sempre interpretato da Tom Mix che firmò anche la regia, la Selig, nel 1914, ne fece un rifacimento dallo stesso titolo, Why the Sheriff Is a Bachelor.

## Distribuzione
Distribuito dalla General Film Company, il film - un cortometraggio di una bobina - uscì nelle sale cinematografiche statunitensi il 24 ottobre 1911.